# Etere luminifero

Rappresentazione dell'etere

In fisica con etere luminifero si indicava l'ipotetico mezzo materiale attraverso il quale si pensava si propagassero le onde elettromagnetiche.

## Storia
Il termine e le prime affermazioni sull'etere risalgono al naturalismo della filosofia greca, che gli attribuiva la capacità di permeare tutti gli spazi, dalla Terra al cosmo, come un fluido continuo estremamente fine, molto più sottile degli altri quattro elementi, andando a riempire ogni vuoto.
Le dottrine sull'etere passarono attraverso il Medioevo e il Rinascimento, in cui venne inteso come una realtà di collegamento tra spirito e natura, finché le nuove teorie meccanicistiche presero a concepirlo come un medium sempre più grossolano. Cartesio ad esempio spiegava il fenomeno della gravità sulla base di vortici di etere.

### Teorie della luce
Sebbene nel XVIII secolo l'ipotesi più accreditata sulla natura della luce fosse quella corpuscolare di Newton, è nel secolo successivo, con l'affermarsi della teoria ondulatoria della luce di Young e Fresnel, che l'esigenza di postulare un mezzo materiale per la sua propagazione si fece più stringente. 
La natura di questo mezzo materiale fu sin dall'inizio fonte di numerosi problemi. Il fatto che le onde luminose fossero onde trasversali richiedeva un etere solido, invece che liquido o gassoso; l'elevatissima velocità di propagazione della luce richiedeva una rigidità corrispondentemente elevata per l'etere; il fenomeno astronomico dell'aberrazione della luce delle stelle indicava che l'etere dovesse restare immobile su distanze, appunto, astronomiche. E tuttavia, in apparente contrasto con tutto ciò, non si poteva rivelare alcuna resistenza al moto dei corpi da poter attribuire all'etere.

La Terra, e il sistema solare nel suo complesso, orbita attorno al centro della propria galassia a una velocità di 217 km/s. Un vento d'etere con quella velocità avrebbe dunque dovuto investire la Terra in direzione opposta al proprio moto di rivoluzione galattica. Il moto del sistema solare nella galassia non era ben noto nel XIX secolo, ma era noto il moto di rotazione intorno al proprio asse, dato che si conosceva con precisione il diametro terrestre: il suo effetto sarebbe stato un vento d'etere variabile con la latitudine, con un picco di 460 m/s all'equatore. Inoltre era noto il moto di rivoluzione della Terra intorno al Sole, alla velocità di circa 30 km/s.
Nel 1887, Michelson e Morley, con un loro noto esperimento, hanno fornito quello che, a posteriori, viene dai più considerato come l'experimentum crucis sulla questione. In realtà non esistevano modelli alternativi capaci di inquadrare coerentemente i dati sperimentali e il risultato venne interpretato semplicemente come la prova dell'assenza di vento d'etere, da spiegare con eventuali altri meccanismi come ad esempio il trascinamento vicino alla superficie terrestre di un etere non più pensato fisso nello spazio.
Bisognerà aspettare i primi anni del nuovo secolo quando Hendrik Lorentz e Henri Poincaré proporranno le famose trasformazioni e Albert Einstein pubblicherà la sua derivazione da principi primi, poi diventata famosa come teoria della relatività ristretta, in cui faceva a meno di qualsiasi ipotesi sull'etere.
Einstein, tuttavia, riconoscerà di avere in tal modo sostituito l'antico concetto di etere con una nuova concezione dello spazio pur sempre dotato di sue specifiche proprietà fisiche, uno spazio che consiste cioè nella struttura quadrimensionale dello spaziotempo.
(Albert Einstein, da una lettera a A. H. Lorentz, 1919)
Negare l'etere condurrebbe, secondo Einstein, a «supporre che lo spazio vuoto non possieda alcuna proprietà fisica, il che è in disaccordo con le esperienze fondamentali della meccanica»:
(Albert Einstein, Grundgedanken und Methoden der Relativitätstheorie in ihrer Entwicklung dargestellt, § 13, 1920)

## Linguaggio odierno

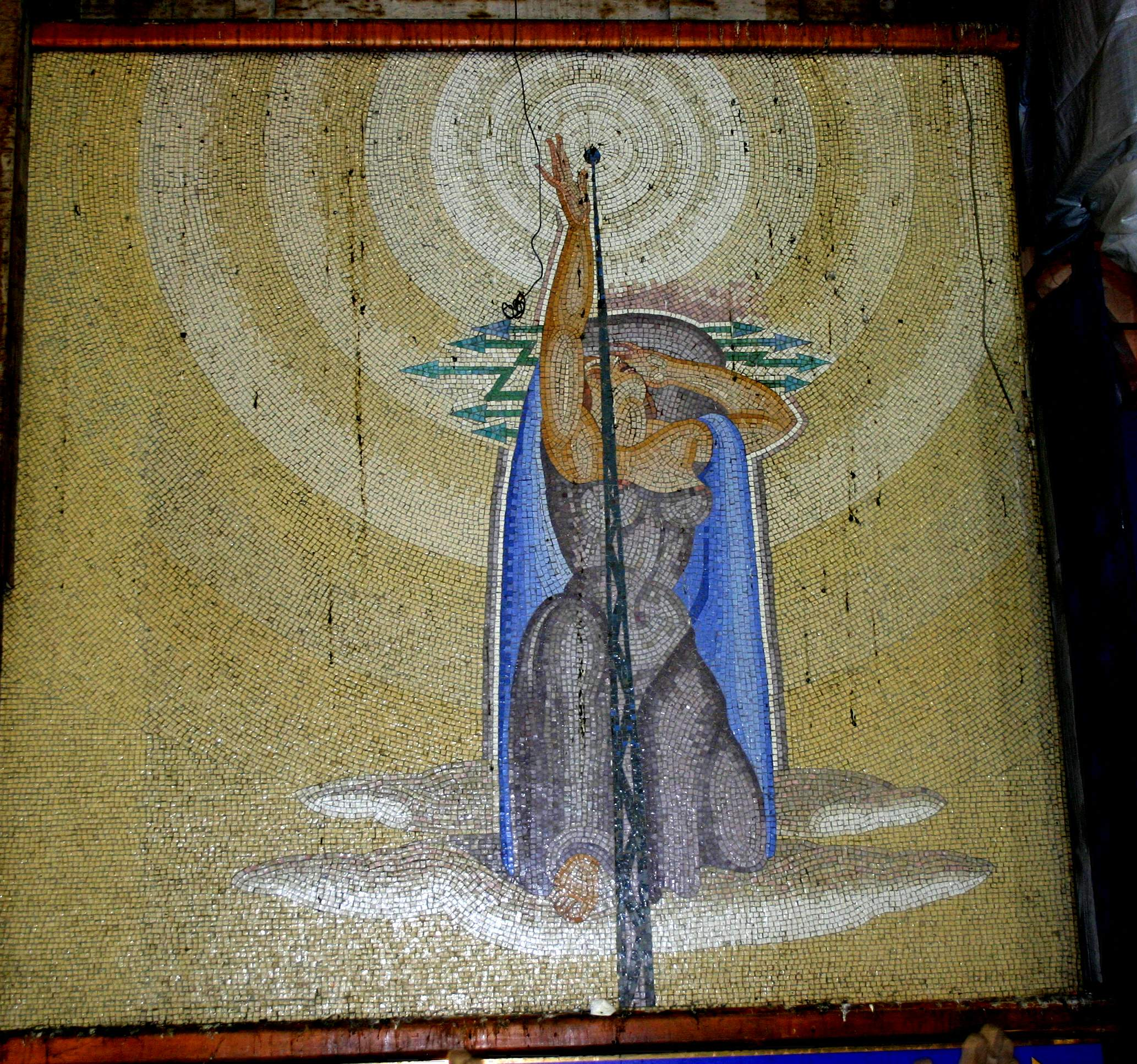
Allegoria della propagazione delle onde radio nell'etere atmosferico in un mosaico in stile art déco della stazione di Milano Centrale.

Il termine è passato nel linguaggio comune per indicare in maniera generica lo spazio atmosferico come luogo di trasmissione di dati senza cavo, emissioni radio televisive comprese.
L'espressione nacque alle origini della radiotelegrafia, quando Guglielmo Marconi nei suoi esperimenti di radiopropagazione transoceanica dall'Europa all'America utilizzò la propagazione ionosferica ovvero la propagazione delle onde radio che sfrutta la riflessione elettromagnetica da parte dello strato atmosferico ionizzato conduttore, qual è la ionosfera, permettendone la propagazione oltre la semplice portata ottica tra trasmettitore e ricevitore, ovvero oltre i limiti imposti dalla curvatura terrestre.
Questa forma di propagazione portò in seguito alla scoperta della stessa ionosfera, ma inizialmente non era chiaro su cosa si riflettessero le onde radio e perciò si ricorse ancora al concetto di "etere".